# Alba Fehérvár KC
Az Alba Fehérvár Kézilabda Club egy székesfehérvári női kézilabdacsapat. A 2004/05-ös idényben a – Győri ETO KC ellen vívott – EHF-kupa döntő győztese.

## Jelenlegi játékoskeret
A 2020–2021-es szezon játékoskerete.
| Kapusok - 0 Dányi Bernadett - 16 Tóth Nikolett - 91 Tea Pijević Balszélsők - 21 Háfra Luca - 91 Szarka Adrienn Jobbszélsők - 03 Szabó-Májer Krisztina - 28 Töpfner Alexandra Beállók - 06 Varga Emőke - 07 Dubán Nikolett - 0 Bardi Fruzsina | Balátlövők - 05 - Triscsuk Krisztina - 22 Gerhárt Kincső - 23 Boldizsár Bianka Védő játékosok - 0 Utasi Linda - 85 Temes Bernadett - 98 Rózsás Josephine Jobbátlövők - 4 Afentaler Sára - 0 - Olha Vashchuk |

### Átigazolások
A 2020-2021-es szezont megelőzően
| Érkezők - Háfra Luca (a Ferencváros csapatától) - Afentaler Sára (kölcsönbe a Győri Audi ETO KC csapatától) - Tóth Nikolett (kölcsönbe a Győri Audi ETO KC csapatától) - Dányi Bernadett (a Mosonmagyaróvár csapatától) - Bardi Fruzsina (a Mosonmagyaróvár csapatától) - - Triscsuk Krisztina (a DKKA csapatától) - Tea Pijević (a Metz Handball csapatától) - - Olha Vashchuk (a Kastamonu csapatától) | Távozók - Armelle Attingré (a ŽRK Budućnost csapatához) - Claudine Mendy (a Bourg-de-Péage Drôme Handball csapatához) - - Zazai Szabrina (a Mérignac csapatához) - Slavica Schuster (?) - Mistina Kitty (a Békéscsabai ENKSE csapatához) - Pelczéder Orsolya (a MTK Budapest csapatához) - Moutsogianni Theodóra (a DKKA csapatához) - Walfish Mercédesz (az Érd NK csapatához) - Györkös Rebeka (az Érd NK csapatához) - Hudra Enikő (a Pénzügyőr SE csapatához) |

## Korábbi játékosok
- Balogh Beatrix
- Csáki Viktória
- Dányi Bernadett
- Dávid-Azari Fruzsina
- Deli Rita
- Farkas Andrea
- Györkös Rebeka
- Herr Anita
- Herr Orsolya
- Hudra Enikő
- Hudra Linda
- Kiss Éva
- Kulcsár Anita
- Lovász Zsuzsanna
- Mayer Szabina
- Mistina Kitti
- Moutsogianni Theodóra
- Pastrovics Melinda
- Pelczéder Orsolya
- Siti Beáta
- Siti Eszter
- Sugár Tímea
- Szabó Valéria
- Szikora Melinda
- Szrnka Hortenzia
- Tápai Szabina
- Tilinger Tamara
- Tóth Harsányi Borbála
- Tóth Nikolett
- Walfish Mercédesz
- Vaszari Virág
- Vincze Melinda
- - Triscsuk Krisztina
- Jelena Korgyjuk
- Jana Zsilinszkajtye
- Olga Gorsenyina
- Alexandra do Nascimento
- Adriana do Nascimento Lima
- Ana Amorim
- Daniela Piedade
- Mayuko Ishitate
- Yuki Tanabe
- Ancu Grosu
- Georgeta Năniţă
- Ildiko Barbu
- Nicoleta Alexandrescu
- Biljana Filopović-Bandelier
- Jelena Lavko
- Slađana Đeric
- Armelle Attingré
- Claudine Mendy
- - Zazai Szabrina
- Ana Nikšić
- Dora Lackovic
- Slavica Schuster
- Tea Pijević
- Laima Bernatavičiūtė
- Sonata Vijunaite
- Elena Gjeorgjievska
- Marija Shteriova
- Bobana Klikovac
- Sandra Nikčević
- Sonja Barjaktarović
- Petra Valová
- Nuria Benzal

## Sikerei
- EHF-kupa: 1-szeres győztes: 2005
- Magyar Kupa: 1-szeres ezüst érmes: 2006
- Magyar bajnokság: 5-szörös negyedik helyezett

## Vezetőedzők
- Tombor Árpád (1980–1987)
- Madár Imre (1988–1989)[1]
- Nékám Róbert (1989–1990)[2]
- Secsanszky Iván (1990)[3]
- Pánczél Barnabás (1991–1992)[4]
- Barabás Zsolt (1992–1994)[5]
- Zupkó József (1994)[6]
- Horváth Ervin (1995–1996)[7]
- Berzsenyi Mária (1996–1999)[8]
- Köstner Vilmos (1999–2001)[9]
- Zsiga Gyula (2001–2003)[10]
- Pánczél Barnabás (2003)[11]
- Farkas József (2003)[12]
- Szabó Edina (2003-2006)[13]
- Vura József (2006–2008)[14]
- Sótonyi László (2008–2010)[15]
- Mihály Attila (2010–2012)[16]
- Konkoly Csaba (2012)[17]
- Pål Oldrup Jensen (2012–2014)[18]
- Bakó Botond (2014–2016)[19]
- Deli Rita (2016–2020)[20]
- Józsa Krisztián (2020–2021)[21]
- Boris Dvoršek (2021–2022)
- Józsa Krisztián (2022–)